# 谷部
谷部（）は、漢字を部首により分類したグループの一つ。
康熙字典214部首では150番目に置かれる（7画の4番目、酉集の4番目）。

## 概要
「谷」字は山と山の間の狭道あるいは川を意味する。
『説文解字』は穴から水が半分ほど湧き出している様子とするが、古文字の研究から下部の「口」は両側から山がせまった渓谷の入り口であり、上部の2つの「八」は谷口から平野部に水が流れ込む様子に象るともされる。
また「谷」字は深い穴や鍼灸の穴位を意味したり、「穀」に通じて穀物を意味したりする。
さらに形容詞としては苦境に陥るさまを表しており、和訓では「きわまる」と読まれ、「進退、維（こ）れ谷（きわ）まる」（詩経・大雅・桑柔篇）という熟語として知られる。
偏旁の意符としては山谷に関することを示す。また声符としては「欲」（ヨク）「俗」（ゾク）といった字の音を表している。
谷部は上記のような意符を構成要素に持つ漢字を収める。
篆書や古い楷書では3・4画目も1・2画目と同じく「八」のように間を空けて書かれていたが、現在はくっつけて「人」形で書かれることが多い。また中国で「谷」字は「穀」の簡体字としても用いられている。

## 部首の通称
- 日本：たに
- 韓国：골곡부（gol gok bu、たにの谷部）
- 英米：Radical valley

## 部首字
谷
- 中古音
  - 広韻 - 古禄切、屋韻、入声
  - 詩韻 - 屋韻、入声
  - 三十六字母 - 見母
- 現代音
  - 普通話 - ピンイン：gǔ 注音：ㄍㄨˇ ウェード式：ku3
  - 広東語 - Jyutping:guk1 イェール式:guk1
- 日本語 - 音：コク（漢音・呉音） 訓：たに
- 朝鮮語 - 音：곡(gok) 訓：골（gol、たに）

## 例字
- 谷
  - 4:谺、10:豁・谿、16:豅